# Théo Chennahi
Théo Chennahi (Marsiglia, 6 febbraio 2005) è un calciatore francese, difensore del Montpellier.

## Carriera
Cresciuto nel settore giovanile del Montpellier, nel 2022 è stato assegnato alla seconda squadra dove ha giocato i suoi primi incontri ufficiali in quarta divisione. Ha debuttato in prima squadra il 15 settembre 2024 nell'incontro di Ligue 1 perso 3-0 contro il Rennes; nel prosieguo della stagione, che il club conclude con un ultimo posto in classifica e quindi con una retrocessione in seconda divisione, gioca poi ulteriori 3 partite di campionato.

## Statistiche

### Presenze e reti nei club
Statistiche aggiornate al 17 maggio 2025.
| Stagione        | Squadra         | Campionato      | Campionato | Campionato | Coppe nazionali | Coppe nazionali | Coppe nazionali | Coppe continentali | Coppe continentali | Coppe continentali | Altre coppe | Altre coppe | Altre coppe | Totale | Totale | Totale |
| Stagione        | Squadra         | Comp            | Pres       | Reti       | Comp            | Pres            | Reti            | Comp               | Pres               | Reti               | Comp        | Pres        | Reti        | Pres   | Reti   |        |
| --------------- | --------------- | --------------- | ---------- | ---------- | --------------- | --------------- | --------------- | ------------------ | ------------------ | ------------------ | ----------- | ----------- | ----------- | ------ | ------ | ------ |
| 2022-2023       | Montpellier 2   | N2              | 6          | 0          | -               | -               | -               | -                  | -                  | -                  | -           | -           | -           | 6      | 0      |        |
| 2023-2024       | Montpellier 2   | N2              | 17         | 2          | -               | -               | -               | -                  | -                  | -                  | -           | -           | -           | 17     | 2      |        |
| 2024-2025       | Montpellier 2   | N2              | 11         | 1          | -               | -               | -               | -                  | -                  | -                  | -           | -           | -           | 11     | 1      |        |
| 2024-2025       | Montpellier     | L1              | 4          | 0          | CF              | 0               | 0               | -                  | -                  | -                  | -           | -           | -           | 4      | 0      |        |
| Totale carriera | Totale carriera | Totale carriera | 38         | 3          |                 | 0               | 0               |                    | -                  | -                  |             | -           | -           | 38     | 3      |        |